# AFC West
AFC West - Dywizja Zachodnia konferencji AFC ligi futbolu amerykańskiego, NFL.
Dywizja Zachodnia powstała po połączeniu lig w roku 1970, a w jej skład weszły cztery drużyny, które były wcześniej członkami American Football League: Denver Broncos, Kansas City Chiefs, Oakland Raiders i San Diego Chargers. Żadna z czterech drużyn nigdy nie opuściła dywizji - nawet wtedy, gdy Raiders w latach 1982–1994 przenieśli się do Los Angeles.
Gdy w roku 1976 do ligi dołączyły zespoły Seattle Seahawks i Tampa Bay Buccaneers, zostały dodane do Dywizji Zachodnich konferencji - odpowiednio - NFC i AFC. Po roku Buccaneers przeszli do Dywizji Centralnej NFC, zaś Seattle przeniesiono do Dywizji Zachodniej AFC. Seahawks zostali tu do roku 2002, w którym ponownie trafili do Dywizji Zachodniej NFC.
Komentator sportowy Chris Berman często nazywał dywizję "AFC Smythe" z powodu jej geograficznego podobieństwa do hokejowej dywizji Smythe Division (obecnie Dywizja Pacyficzna NHL).